# Jette Nietzard

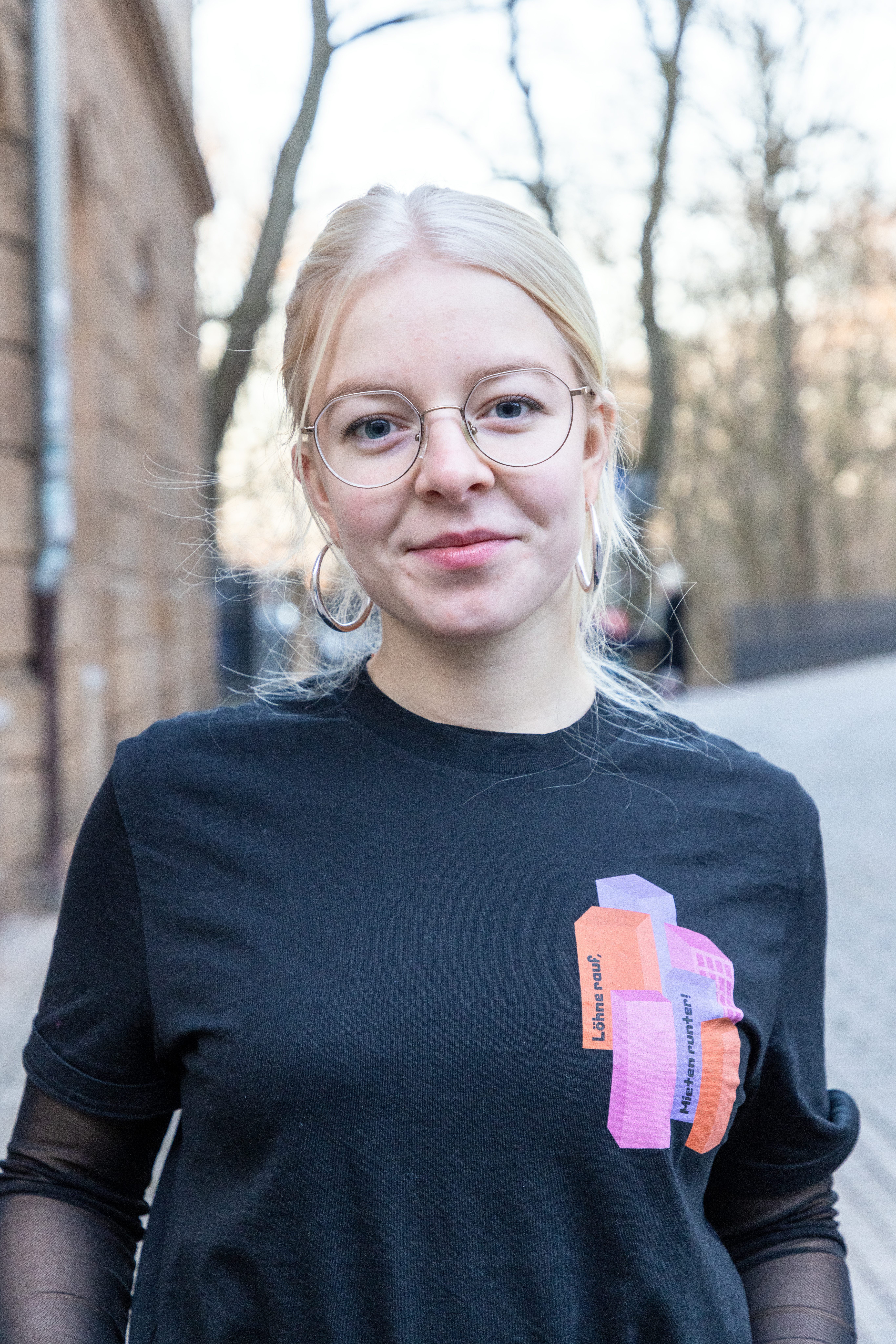
Jette Nietzard (2025)

Jette Nietzard (* 1999 in Leverkusen) ist eine deutsche Politikerin (Bündnis 90/Die Grünen). Seit Oktober 2024 ist sie in einer Doppelspitze mit Jakob Blasel Bundessprecherin der Grünen Jugend.

## Leben
Nietzard, die Schülersprecherin am Nicolaus-Cusanus-Gymnasium Bergisch Gladbach war, studierte Erziehung und Bildung in der Kindheit an der Alice-Salomon-Hochschule Berlin. Im Frühjahr 2022 schloss sie den Bachelor-of-Arts-Studiengang mit einer Arbeit zur Wechselwirkung von Ökonomisierung und Professionalisierung in der frühkindlichen Bildung aus einer kapitalismuskritischen Perspektive ab. Ab März 2022 arbeitete sie nach eigenen Angaben mit Flüchtlingen, unter anderem als Projektleiterin für das Berliner jugendFORUM 2022 sowie als Leiterin des bis Ende 2023 bestehenden Projektes UMGeben für 20 Erstaufnahmeeinrichtungen. Von Januar bis November 2024 war sie in der Fachstelle Kinder- und Jugendbeteiligung beim Deutschen Kinderhilfswerk in Berlin tätig.
Nach eigenen Angaben ist sie seit 2019 in der Partei Bündnis 90/Die Grünen aktiv. Sie ist Mitglied im Kreisverband Berlin-Lichtenberg. Bei der Wahl zum Abgeordnetenhaus von Berlin 2021 trat sie im Wahlkreis Lichtenberg 3 an und erzielte 11,1 % der Erststimmen. 2023 erzielte sie bei der Wahlwiederholung zum Abgeordnetenhaus 8,9 % der Erststimmen in dem Wahlkreis.
Nachdem im September 2024 der gesamte Bundesvorstand der Grünen Jugend geschlossen seinen Rücktritt sowie Austritt aus der Partei Bündnis 90/Die Grünen angekündigt hatte, kandidierte Nietzard gemeinsam mit Jakob Blasel im Oktober 2024 auf dem Bundeskongress der Jugendorganisation in Leipzig für das Amt der Bundessprecher. Beide wurden gewählt, Nietzard erhielt hierbei 84,47 % der gültigen Stimmen. Am 29. Juli 2025 kündigte sie an, dass sie bei der nächsten Wahl im Oktober 2025 nicht mehr zur Verfügung steht.

## Engagement und Mitgliedschaften
Seit 2016 engagierte sie sich in der Landesschüler*innenvertretung Nordrhein-Westfalen, wo sie Mitglied des Vorstands war. Sie arbeitete beim SV-Bildungswerk und für die National Coalition, wo sie Teil des erweiterten Vorstands ist. Seit 2022 ist sie im Vorstand der Jugend- und Familienstiftung des Landes Berlin.

## Politische Positionen und Kontroversen
Nietzard sorgte immer wieder mit bewusst provokanten und polarisierenden Äußerungen für Aufmerksamkeit und löste damit heftige Gegenreaktionen aus. Zu ihren Kernthemen gehören soziale Gerechtigkeit und Feminismus. Sie vertritt eine radikale Form des Feminismus und bezeichnet sich auch selbst als linksradikal. In ihrer eigenen Partei löst sie mit ihren Aussagen oft Widerspruch aus, insbesondere bei denjenigen Parteikollegen, die auch konservative Wählerschichten erreichen wollen.

### Kommentar zu Böllerverletzungen und Männlichkeitsidealen
Am 31. Dezember 2024 postete Nietzard auf der Plattform X einen Tweet, der sowohl mediale als auch innerparteiliche Kritik auslöste. Sie schrieb hierbei: „Männer die ihre Hand beim Böllern verlieren können zumindest keine Frauen mehr schlagen.“ Im Zusammenhang mit unterschiedlichen Beiträgen auf ihrem Instagram-Benutzerkonto bezüglich Dating und allgemeinem Verhalten von Männern wurde ihr in den sozialen Medien Anfang Januar 2025 verallgemeinerndes, radikales Verhalten oder auch Männerfeindlichkeit vorgeworfen. Am nächsten Tag entschuldigte sie sich für ihre Aussage und löschte ihren Post, betonte jedoch gleichzeitig die Notwendigkeit, über häusliche Gewalt zu diskutieren anstatt über „gekränkte Männeregos“. Sie habe bewusst polarisieren wollen.

### Umgang mit der Unschuldsvermutung im Fall Gelbhaar
Im Skandal um die mutmaßlich erfundenen Vorwürfe sexueller Belästigung gegen ihren Parteikollegen Stefan Gelbhaar äußerte Nietzard, ohne sich auf Einzelheiten in dem Fall zu beziehen, dass die Grünen als feministische Partei den Aussagen von Frauen zu sexueller Belästigung auch weiterhin grundsätzlich glauben sollten und die Unschuldsvermutung nicht anwendbar sei, weil diese nur vor Gericht gelte. Sie sagte: „Aber wir sind eine Organisation, und wir sind kein Gericht“. Des Weiteren äußerte sie: „Stefan Gelbhaar ist nicht der einzige Mann, der in dieser Partei und in anderen Parteien Fehler begangen hat.“
Nietzards Position definiert damit laut taz einen Pol innerhalb der Partei, der die schon in früheren Verfahren angewendeten Verfahrensregeln beibehalten möchte, wonach Betroffene sich „im Vertrauen darauf, dass ihnen geglaubt wird“, bei einer Ombudsstelle melden können und „im Zweifel für die Betroffenen“ entschieden werde. Ein anderer Pol in der Partei möchte hingegen die Unschuldsvermutung stärken.
Von verschiedenen Seiten gab es Kritik an Nietzards Aussagen, etwa, sie vernachlässige rechtsstaatliche Prinzipien oder schade feministischen Anliegen. Ex-Justizminister Marco Buschmann (FDP) kritisierte, dass sie die Unschuldsvermutung lediglich für Gerichte gelten lasse und für die Grünen andere moralische Maßstäbe anlege, was ihn erschrecke, da die Karriere von Gelbhaar durch falsche Anschuldigungen zerstört worden sei. Aber auch innerparteilich gab es Kritik an ihren Aussagen, so etwa von Volker Beck. Auf die Kritik entgegnete Nietzard, dass sie den Rechtsstaat natürlich achte, aber dass zwischen moralischen und juristischen Urteilen unterschieden werden müsse und Vorsichtsmaßnahmen getroffen werden sollten, bevor Gerichtsurteile gefällt werden. Falsche Vorwürfe würden der MeToo-Bewegung zwar schaden, aber „gesamtgesellschaftlich gesehen sind die allermeisten Vorwürfe nicht falsch“.

### Forderung, Privatiers zu gemeinnütziger Arbeit zu verpflichten
Als Reaktion auf die Debatte um eine Arbeitspflicht für Bürgergeldempfänger schlug Nietzard 2025 stattdessen vor, die „größte Gruppe der Arbeitslosen“, die „800.000 Privatiers in Deutschland“, zu gemeinnütziger Arbeit zu verpflichten, und kritisierte diese als die „größte Gruppe Steuerhinterzieher“. Damit löste sie kontroverse Reaktionen in den sozialen Medien aus.

### Kommentar zum Rückzug Christian Lindners aus der Politik
Nach der Bundestagswahl am 23. Februar 2025 postete Nietzard anlässlich des angekündigten Rückzugs von Christian Lindner auf X: „Ich freue mich, dass der Mann von Franca Lehfeldt jetzt kürzer tritt um ihr Karriere und Kind zu ermöglichen“, und löste damit eine Kontroverse aus. Auch innerhalb ihrer Partei gab es Kritik. So antwortete Renate Künast: „Jette, das ist unsouverän und macht Dich sehr klein.“ Danyal Bayaz von den Grünen wies darauf hin, dass private Fragen der Lebensführung Betroffene zum Glück immer noch selbst entschieden. Der Spruch sei „schlicht niveaulos“.
Nietzard selbst erklärte, sie wollte mit ihrem Post „nebenbei darauf aufmerksam [machen], dass Männer zu häufig auf die unbezahlte Care-Arbeit von ihren Frauen angewiesen sind, um am Arbeitsmarkt teilzuhaben. So werden Frauen vom Arbeitsmarkt ferngehalten.“ Die Kritik der Realos Künast und Bayaz, die ihrem Post erst die hohe Aufmerksamkeit beschert habe, teile sie nicht: „Christian Lindner geht freiwillig, daher verstehe ich nicht, was an meinem Tweet falsch oder hämisch sein soll.“

### Aussage zu Gewalt von Migranten und Abschiebungen
In der ARD-Sendung KLAR wurde Nietzardt gefragt, was sie Eltern oder Angehörigen von Kindern sagen würde, welche von Migranten getötet wurden, darauf antwortete sie: „Was sage ich den Frauen, die letztes Wochenende umgebracht wurden von ihrem eigenen Vater, was sage ich denen? Das ist keine Debatte.“ Es sei schlimm wenn Kinder getötet würden, aber „Kinder werden nicht mehr von afghanischen Attentätern ermordet als von deutschen Vätern.“ Sie sei grundsätzlich gegen Abschiebungen, aber vor allem gegen „Abschiebungen in Kriegs- und Krisengebiete, also beispielsweise gerade Syrien.“ Am liebsten wäre ihr in einer Welt zu leben, wo niemand abgeschoben werden müsse, denn „wir haben genug Platz für alle“.

### Kleidung mit provokanter Aufschrift auf Social Media
Am 25. Mai 2025 postete sie in einer Instagram-Story angeblich auf dem Weg in den Deutschen Bundestag ein Foto von sich. Auf ihrem Sweatshirt stand A.C.A.B. (deutsch: „Alle Polizisten sind Bastarde“), auf einer Baseballcap war auf dem Bild der Raupe Nimmersatt die Aufschrift „eat the rich“ (dt. „Friss die Reichen“ – oft im Kontext antikapitalistischer Politik) zu lesen. Bei Instagram fragte sie, was Bundestagspräsidentin Julia Klöckner „wohl schlimmer finden werde“. Kritisiert wurde die Aktion vor allem wegen des Aufdrucks „A.C.A.B.“, der Polizisten pauschal abwerte. Kritisch äußerten sich auch Parteifreunde wie Felix Banaszak, Polizistin Irene Mihalic, Cem Özdemir, Konstantin von Notz sowie die Deutsche Polizeigewerkschaft. Der grüne Ministerpräsident Winfried Kretschmann forderte sie darüber hinaus zum Parteiaustritt auf; für ihre Ansichten sei Die Linke geeigneter. Nietzard lehnte eine Entschuldigung ab und begründete die Parole mit: „Viele Menschen, die nicht weiß sind, haben Angst, wenn ein Polizeiwagen vorbeifährt; und nicht mal jede zehnte Frau, die sexuelle Gewalt erfährt, erstattet Anzeige, weil sie Angst hat, dass ihr nicht geglaubt wird.“

### Äußerung zum Terrorangriff der Hamas
Am 5. Juni 2025 veröffentlichte die Grüne Jugend auf ihrem Instagram-Kanal ein Video, in dem Nietzard äußerte, seit dem Terrorangriff der Hamas am 7. Oktober 2023 seien „über 50.000 PalästinenserInnen und 1200 Israelis bei militärischen Operationen umgekommen“. Die Bezeichnung „militärische Operation“ für den Terrorangriff der Hamas wurde als verharmlosend wahrgenommen und deshalb kritisiert. Darauf wurde das Video gelöscht, sie entschuldigte sich für ihren Fehler, der Leid relativiert habe, und stellte klar: „Der 7. Oktober war keine militärische Operation. Das war ein feiger Terroranschlag, bei dem 1.200 unschuldige Menschen umkamen. Bei dem Frauen vergewaltigt, Kinder ermordet, hunderte Menschen entführt wurden. So eine Tat als ‚militärische Operation‘ zu bezeichnen relativiert dieses Leid und das war nicht meine Absicht.“ Volker Beck kündigte an, gegen sie Parteiordnungsmaßnahmen einzuleiten, die Jüdische Studierendenunion nahm die Entschuldigung nicht an; deren Ex-Präsidentin Hanna Veiler trat daraufhin aus der Grünen Jugend aus.